# Нтунгамо
Нтунгамо (англ. Ntungamo) — город в Западной области Уганды. Крупнейший город округа Нтунгамо.

## География
Находится на юго-западе Уганды. Высота над уровнем моря — 1423 м.

### Климат
По Классификации климатов Кёппена, климат здесь определяется как Aw — тропический климат с сухой зимой и дождливым летом. Температура здесь в среднем 20,4 °C. Среднегодовая норма осадков — 889 мм.

## Известные люди
- Эрия Категая — министр иностранных дел Уганды (1996—2001).
- Йовери Мусевени — президент Уганды с 1986 года.